# Bartłomiej Rychter
Bartłomiej Rychter (ur. 1978 w Sanoku) – polski prawnik i pisarz, autor głównie kryminałów.

## Życiorys
Naukę rozpoczął w Szkole Podstawowej nr 4 w Sanoku. Maturę zdał w Zespole Szkół Ekonomicznych w Sanoku. Po studiach prawniczych, które ukończył na Uniwersytecie Rzeszowskim, pracował m.in. w kancelariach prawniczych i firmach windykacyjnych na Śląsku i w Krakowie. Pracownik Kasy Stefczyka.
Debiutancką książką Rychtera był Kurs do Genewy z 2007. W kolejnej powieści pt. Złoty wilk pojawiają się autentyczne postaci, m.in. burmistrzowie Sanoka: Cyryl Jaksa Ładyżyński i Feliks Giela oraz dr Karol Zaleski, zaś główny bohater powieści zamieszkuje w willi Zaleskich w Sanoku. Jego powieści utrzymane w konwencji czarnego kryminału, ukazują życie codzienne oraz klimat galicyjskiej prowincji z przełomu wieków. Powieść pt. Ostatni dzień lipca rozgrywa się w czasie powstania warszawskiego w 1944.
W lipcu został 2013 wiceprezesem zarządu spółki Stal Sanok Sp. z o.o., powołanej celem wsparcia klubu piłkarskiego Stal Sanok. We wrześniu 2015 zasiadł w radzie nadzorczej spółki akcyjnej STS Sanok S.A.

## Twórczość
- Kurs do Genewy (2007)[8], przekłady na języki duński, niemiecki i angielski[9];  powieść sensacyjno-historyczna[10]
- Złoty wilk (2009)[11], przekład na język niemiecki[12] i czeski[13]; kryminał
- Ostatni dzień lipca (2012)[14], przekład na język francuski (2014)[15]; kryminał
- Czarne złoto (2013)[16]; thriller

## Nagrody i wyróżnienia
- Nominacja do Nagrody Wielkiego Kalibru dla najlepszej polskiej powieści kryminalnej i sensacyjnej 2007 roku (za Kurs do Genewy).
- Nagroda Miasta Sanoka: 2008 za rok 2007 za debiut wydawniczy powieścią (Kurs do Genewy)[17].